# Ictitherium

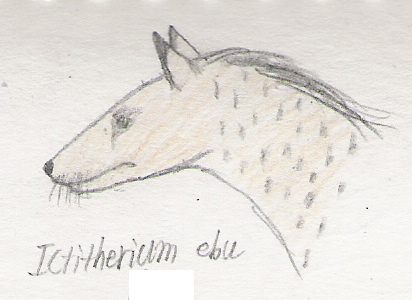
Recreación del cráneo

Ictitherium es un género extinto de mamífero carnívoro perteneciente a la familia Hyaenidae y a la subfamilia Ictitheriinae nombrado por Trouessart en 1897. Las especies de Ictitherium vivieron en Eurasia y África durante el Mioceno Medio hasta principios del Plioceno (hace 12.7 — 5.3 millones de años).

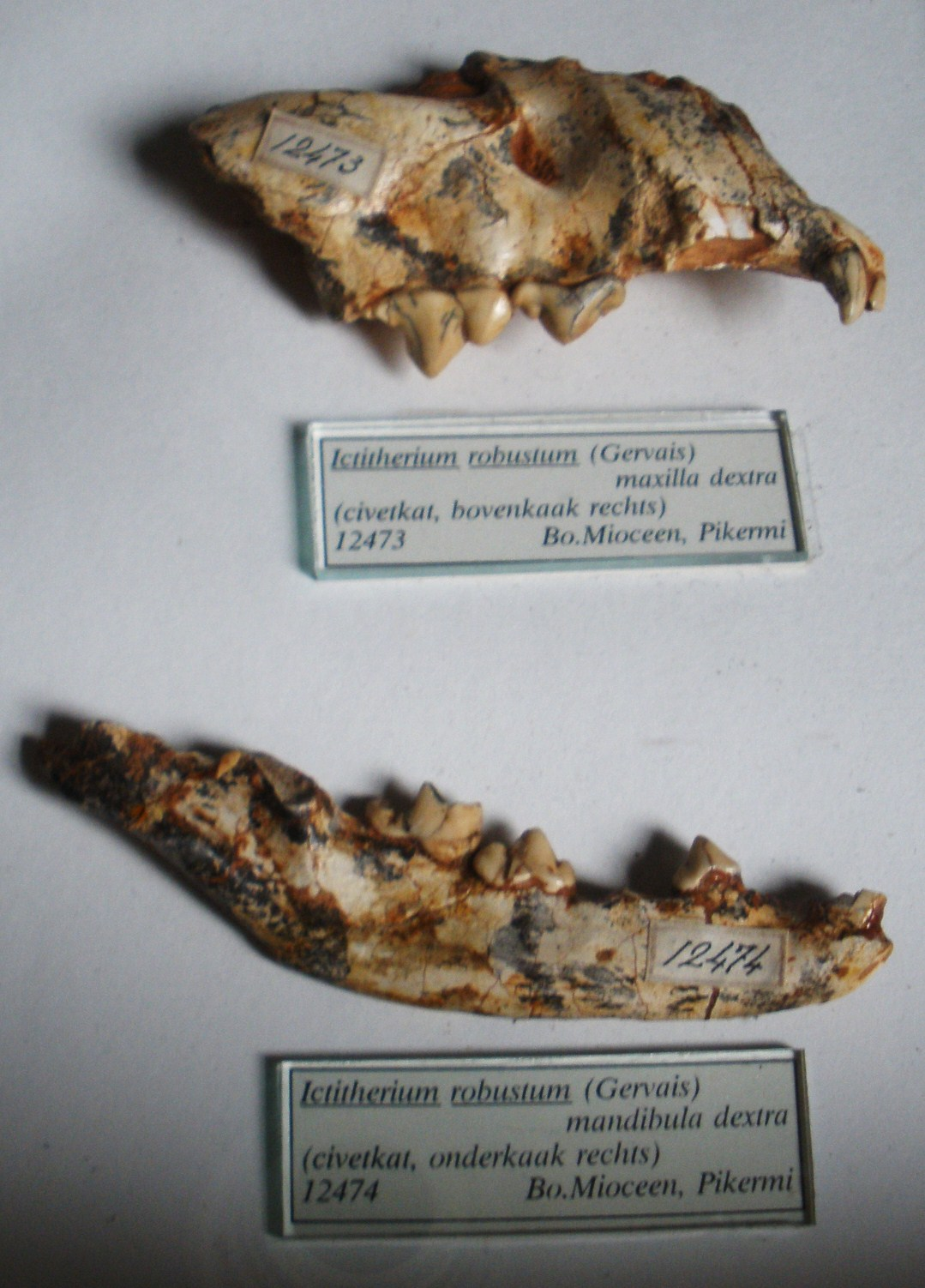
Ictitherium robustum

Ictitherium medía cerca de 1.2 metros de largo, y se parecía más a una civeta que a las hienas modernas, dado que poseía un cuerpo largo con patas cortas. Al juzgar por sus dientes, eran probablemente insectívoros. Ictitherium fue un género exitoso y abundante, siendo encontrados con frecuencia múltiples fósiles de este en un mismo sitio. Posiblemente, esta hiena primitiva vivía en grupos con un orden social, de manera similar a sus parientes modernos.

## Especies
- I. viverrinum (especie tipo)
- I. syvalense
- ?I. arambourgi
- ?I. gaudryi
- ?I. hipparionum
- ?I. orbingyi
- ?I. sinence
- ?I. preforfex